# Основание (цикл)
«Основа́ние» (англ. Foundation, другие варианты перевода: Академия, Фонд, Основатели, Установление, Организация, Фундамент, Фундация) — цикл из семи научно-фантастических романов Айзека Азимова (первоначально состоял из трёх книг, позже были написаны ещё четыре, из них две предваряют хронологию описываемого мира). В 1966 году трилогия удостоилась специальной премии «Хьюго» за «лучшую фантастическую серию всех времён» (Best All-Time Series). Серия была включена читателями журнала «Локус» в десятку лучших научно-фантастических романов всех времён.
Действие «Основания» начинается в Галактической Империи — сверхгосударстве, охватывающем весь Млечный Путь. Математик Селдон с помощью разработанной им науки «психоистории» предсказывает неизбежное падение Империи и наступление тёмных веков. Селдон создаёт Основание — организацию, которая должна в соответствии с рассчитанным на тысячу лет вперёд «планом Селдона» сохранить и возродить цивилизацию. Прототипом основной трилогии послужила знаменитая «История упадка и разрушения Римской империи» (1776—1788) английского историка Эдварда Гиббона.
В поздних романах Азимов связал мир Основания с другими своими циклами произведений об Империи Трантора (англ. Trantor) и о позитронных роботах. Объединённый цикл, который носит название «Вселенная Основания» (Foundation Universe или Greater Foundation; также «Галактическая история» или «История будущего»), охватывает историю человечества на протяжении более 20 тысяч лет и включает 14 романов и несколько десятков рассказов.
После смерти Айзека Азимова другие авторы создали дополнительную трилогию: Г. Бенфорд в 1997 году написал приквел «Страхи Основания» (Foundation’s Fear), Грег Бир в 1998 — «Основание и Хаос» (Foundation and Chaos), Дэвид Брин в 1999 — «Триумф Основания» (Foundation’s Triumph).

## Романы цикла
В порядке хронологии описываемых событий:
Предыстория:
- 1988 «Прелюдия к Основанию» (Prelude to Foundation);
- 1993 «Путь к Основанию» (Forward the Foundation);

Оригинальная трилогия:
- 1942—1951 «Основание» (Foundation);
- 1944—1952 «Основание и Империя» (Foundation and Empire);
- 1948—1953 «Второе Основание» (Second Foundation);

Продолжение:
- 1982 «Кризис Основания» (Foundation’s Edge);
- 1986 «Основание и Земля» (Foundation and Earth).

## Сюжет

### «Прелюдия к Основанию»
Книга, которая ставит целью, во-первых, рассказать предысторию событий цикла, а во-вторых, связать «Основание» с другими произведениями — о позитронных роботах и Транторианской Империи. С написанием этой книги практически всё творчество А. Азимова выстраивается в единую сюжетную линию. Становится ясно, из-за вмешательства какой силы человечество, образовав Галактическую Империю, практически полностью остановилось в своём развитии и пришло к своему упадку.
Повествуется о жизни Гэри Селдона и создании им науки под названием «психоистория», статистически описывающей поведение больших народных масс и предсказывающей их дальнейшую историческую эволюцию. Время действия произведения — начало правления императора Клеона I и премьер-министра Эдо Демерзеля. В конце книги главный герой узнаёт истинное происхождение Демерзеля.

### «Путь к Основанию»
В книге описываются четыре периода:
1. Правление премьер-министра Эдо Демерзеля при императоре Клеоне I.
2. Правление Гэри Селдона на посту премьер-министра при императоре Клеоне I.
3. Правление военной хунты.
4. Правление императора Агиса XIV.

Всё это время главный герой занимается созданием своей науки, которая должна будет раскрыться в книге «Основание».

### «Основание»
Великий учёный Гэри Селдон создал науку «психоисторию». На основании мощного математического аппарата он предсказал неминуемый крах существующей Первой Империи, спланировал и воплотил в жизнь план создания Второй Империи в кратчайшие сроки (1 тысяча лет вместо 30 тысяч) после неотвратимого периода полного хаоса и варварства. Он создал Основание Энциклопедистов, которому официально предстояла задача написания Галактической энциклопедии для сохранения знаний, культуры и науки во всё больше скатывающейся в невежество Галактике. На суде ему удалось убедить в этом могущественного временщика Линь Чена, который приказал Селдону и его сторонникам удалиться в изгнание на бедную окраинную планету Терминус.
Свою основную цель Основание начало реализовывать после отпадения от Империи её периферийных провинций, располагавшихся рядом с Терминусом. Используя атомную энергетику, высокие технологии, дипломатические манёвры, Основание начало постепенно распространять власть на окрестные звёздные системы. Каждый кризис, с которым сталкивалось Основание, оказывался блестяще предсказан Гэри Селдоном.

### «Основание и Империя»
Империя всё больше дряхлеет и погрязает в смутах и гражданских войнах. Культура и технологии сохранились только в центральных мирах, а на Периферии стремительно распространяется варварство.
- В первой части романа имперский генерал Бел Риоз обнаруживает Основание и решает его завоевать. Патриций Дьюсем Барр на планете Сивенна предсказывает ему неудачу, так как действия Риоза идут вразрез с планом Селдона. Честолюбивый Риоз бросает вызов «мёртвой руке Селдона». Но победоносного генерала отзывают в столицу, где предъявляют обвинение в подготовке к мятежу и казнят. Гений Селдона побеждает и здесь: не осталось условий, при которых рассыпающаяся Империя могла бы вести завоевательные войны.
- Во второй части Основание оказывается под угрозой сильной личности по прозвищу «Мул». Этот таинственный мутант, появление которого психоистория предсказать не могла, завоёвывает мир за миром, в том числе и Основание. Герои романа — супружеская чета вместе с шутом Магнифико и психологом Эблингом Мисом — отправляются на Трантор, где Мису удаётся повторить работу Селдона. Селдон создал два Основания — одно из представителей физиков и математиков, разместив его на Терминусе, а второе — из психологов, засекретив его местоположение. Цель создания Оснований — корректировать отклонения в выполнении плана Селдона, а также возглавить Вторую Империю после её создания. Управляемая Вторым Основанием, эта Империя сумеет обойти все проблемы и избежать распада благодаря силе науки психоистории.

Мис понимает, что если потомки Мула унаследуют его способности, то человечество превратится в подчинённую расу, в противном случае после гибели Мула его империя развалится, но в этом океане варварства уже не будет Основания, чтобы построить Вторую империю. Рассказать, где находится Второе Основание, Мис не успевает — его убивает героиня романа, которая поняла, что Мул — это Магнифико, и не могла позволить ему узнать эту тайну. Разоблачённый Мул рассказывает, что его мутация — умение читать и менять человеческие эмоции — и позволила ему стать завоевателем.

### «Второе Основание»
Первый Гражданин Галактики, Мул, правитель Союза Миров, созданного из территорий, подчинявшихся Основанию, за пять лет смог захватить десятую часть Галактики. Однако затем наступательный порыв ослаб из-за препятствий, чинимых Вторым Основанием — быстрое объединение миров в единую империю происходит слишком рано, Галактика к этому ещё не готова.
Перед двумя своими агентами Мул ставит задачу — найти мир Второго Основания. Он уверен, что один из агентов происходит из Второго Основания, и использует его в своих целях. Планету, подходящую по признакам для Второго Основания, Мул приказывает уничтожить. Явившийся Первый Оратор Второго Основания объясняет мутанту, что в его отсутствие Союз миров восстанет против своего правителя, и подчиняет ошеломлённого Мула своей психической власти. Теперь Мул — обычный просвещённый деспот, не стремящийся к завоеваниям, а цель Второго Основания — исправить серьёзный вред, нанесённый Мулом Плану Селдона.
После смерти Мула искать Второе Основание всерьёз пытаются только группировки Первого Основания, которые не могут допустить, чтобы кто-либо управлял их разумом. После ряда неудач подпольщикам всё-таки удаётся не только разыскать, но и уничтожить Второе Основание. По крайней мере, они так думают.

### «Кризис Основания»
В разных переводах книга называется «Край Основания», «Край Академии» или «Академия на краю гибели».
Спустя 200 лет после Мула и 500 лет после начала работы Плана Селдона и в Первом, и во Втором Основаниях, независимо друг от друга, замечают, что План выполняется чересчур гладко и без каких-либо значительных отклонений. Советник Мэра Терминуса (столицы Первого Основания) Голан Тревайз подозревает, что Второе Основание существует и вмешивается в дела Первого Основания, и отправляется на розыски Второго Основания вместе с историком Дженовом Пелоратом. Оратор Стор Гендибаль доказывает Столу Ораторов (коллегии правителей Второго Основания), что в План Селдона вмешивается неизвестная сила, и отправляется на её поиски. Во время путешествия Тревайз и Пелорат узнают про существование роботов (первый ввод роботов в цикл «Основания» по хронологии написания книг). Пелорат также обнаруживает исчезновение любых материалов о Земле из всех доступных библиотек. В результате поисков представители Первого и Второго Основания обнаруживают неизвестную ранее планету Гею и одновременно прибывают к ней. Планета оказывается обладающей уникальным свойством, которое позволяет ей вмешиваться в дела обоих Оснований. Тревайз вынужден определить дальнейшую судьбу Галактики, но остаётся неудовлетворённым своим решением и отправляется на поиски Земли, так как считает, что найдёт на ней обоснование своего выбора.

### «Основание и Земля»
Книга продолжает повествование с того момента, на котором завершилась предыдущая. В ходе поисков Земли, легендарной прародины человечества, расселившегося по Галактике, Тревайз убеждается, что в процесс развития обоих Оснований и Геи вмешалась ещё одна сила, которая уничтожила все записи о Земле в библиотеках. Это укрепляет Тревайза в решимости найти Землю. Тревайз, Пелорат и геянка Блисс посещают три покинутые планеты Внешних миров, находят планету Новую Землю, а затем собственно Землю. Внутри спутника Земли, Луны, путешественники находят робота Дэниела Оливо и ответы на все вопросы.

## Экранизации
В 1973 году BBC выпустила радиоспектакль из восьми эпизодов «Трилогия Основания», в основу которого легли «Основание», «Основание и Империя» и «Второе Основание».
В ноябре 2014 года было объявлено о планах телеканала HBO экранизировать книжный цикл, сценаристом и продюсером был заявлен Джонатан Нолан. В апреле 2015 года он называл релиз сериала делом времени, однако в дальнейшем Нолан был занят в работе над сериалом «Мир Дикого запада».
28 июня 2017 года на просторах интернета появилась новость, что к работе над сериалом привлечена студия-правообладатель Skydance Television, а также сценаристы Дэвид Гойер и Джош Фридман.
В октябре 2019 года стало известно, что компания Apple, запускающая производство собственных сериалов, будет работать над экранизацией «Основания». Роль математика Селдона исполнит Джаред Харрис, а императора будет играть Ли Пейс. Премьера сериала состоялась 24 сентября 2021 года на сервисе Apple TV+. Сюжет сериала имеет мало общего с сюжетом исходной трилогии.

## Книги по расширенной Вселенной «Основания»
Романы Азимова охватывали только 500 из предполагаемых 1000 лет, которые понадобятся для основания Галактической Империи. Романы, написанные после Азимова, не продолжали хронологию событий, а скорее стремились заполнить пробелы в более ранних рассказах. Вселенная Основания была вновь возвращена в 1989 году антологией «Друзья Основания/Foundation’s Friends» — сборника рассказов, написанных многими выдающимися писателями-фантастами того времени (в российском издании 2002 г. антология «Курсанты Академии»). Мемориальная антология посвящена пятидесятилетию творческой деятельности Айзека Азимова. В рассказе «Истокоголик/The Originist» Орсон Скотт Кард разъясняет основание Второго Основания вскоре после смерти Селдона; «Падение Трантора/Trantor Falls» Гарри Тертлдава рассказывает об усилиях Второго Основания выжить во время разграбления Трантора, столицы империи и дома Второго Основания; а «Совесть Академии/ Foundation’s Conscience (1989)» Джорджа Зебровски — уже после возникновения Второй Галактической Империи, об усилиях историка задокументировать работы Селдона. Учёный занимается поиском неизвестных выступлений Гэри Селдона. Результат поиска оказывается слишком шокирующим, чтобы предать его огласке.
Кроме того, незадолго до своей смерти в 1992 году Азимов одобрил наброски для трёх романов, известных как трилогия «Калибан» Роджера Макбрайда Аллена, действие которой разворачивается между «Роботы и Империя» и циклом «Галактическая Империя». Трилогия «Калибан» описывает терраформирование космического мира Инферно, планеты, где экологический кризис заставляет Космонитов отказаться от многих давно лелеемых частей своей культуры. Романы Аллена перекликаются с неуверенностью, выраженной в более поздних книгах Азимова о трёх законах робототехники, и в частности о том, как полностью роботизированная культура может ослабить человеческую инициативу.
После смерти Азимова и по просьбе Джанет Азимов и представителя организации, которая занимается литературным наследием Азимова, Ральф Вичинанза обратился к Грегори Бенфорду с просьбой написать ещё одну историю Основания. В конце концов он согласился, и с Вичинанца и после разговора «с несколькими авторами об (этом) проекте», сформировал план трилогии с «двумя писателями твёрдой НФ, на которых большое влияние оказал Азимов и обладающих безоговорочными техническими способностями: Грег Бир и Дэвид Брин.» Роман «Страхи Основания» (1997) проходит в хронологическом порядке между первой и второй частями второго приквела Азимова «Вперёд к Основанию».; «Основание и Хаос» (1998) разворачивается в то же время, что и первая глава Основания, заполняя фон; «Триумф Основания» (1999) охватывает Землю после записи голографических сообщений в Основание и связывает вместе ряд свободных концов. В настоящее время некоторыеутверждают, что эти книги в совокупности являются «второй трилогией основания», хотя они являются вставками в ранее существовавшие приквелы и некоторые из более ранних сюжетных линий цикла Основания и обычно не признаются новой трилогией, хотя они написаны по заказу литературных представителей наследия Азимова.
В эпилоге к «Триумфу Основания» Брин отметил, что он может представить себя или другого автора, пишущего другое продолжение, дополняющее «Триумф Основания», чувствуя, что история Гэри Селдона ещё не обязательно закончена. Позже он опубликовал возможный старт такой книги на своём сайте.
Совсем недавно представители организации (фонда), которая занимается литературным наследием Азимова санкционировали публикацию ещё одной трилогии «Тайны роботов» Марка У. Тидеманна. Эти романы, действие которых происходит за несколько лет до «Роботов и Империи» Азимова, — «Мираж» (2000), «Химера» (2001) и «Аврора» (2002). За ними последовала ещё одна мистерия о роботе, работа Александра К. Ирвина «Have Robot, Will Travel» (2004), действие которой происходит через пять лет после трилогии Тидеманна.
В 2001 году Дональд Кингсбери опубликовал роман «Психоисторический кризис», действие которого происходит во Вселенной Основания после начала Второй Империи.
Романы различных авторов (Robot City, Robots and Aliens and Robots in Time series) слабо связаны с серией роботов, однако содержат много несоответствий с книгами Азимова и обычно не считаются частью серии Основание (Foundation).
В ноябре 2009 года представители фонда наследия Азимова объявили о публикации приквела «Я, робот» под рабочим названием «Роботы и хаос» — первого тома трилогии приквела с участием персонажа Сьюзен Кэлвин, написанной автором фэнтези Микки Цукер Райхерт. Первая книга была опубликована в ноябре 2011 года под названием «I, Robot: To Protect», далее «I, Robot: To Obey» в 2013 году и «I, Robot: To Preserve» в 2016 году